# Rodrigues Alves
Rodrigues Alves è un comune del Brasile nello Stato dell'Acre, parte della mesoregione di Vale do Juruá e della microregione di Cruzeiro do Sul.